# الموالية لفقدان الشهية

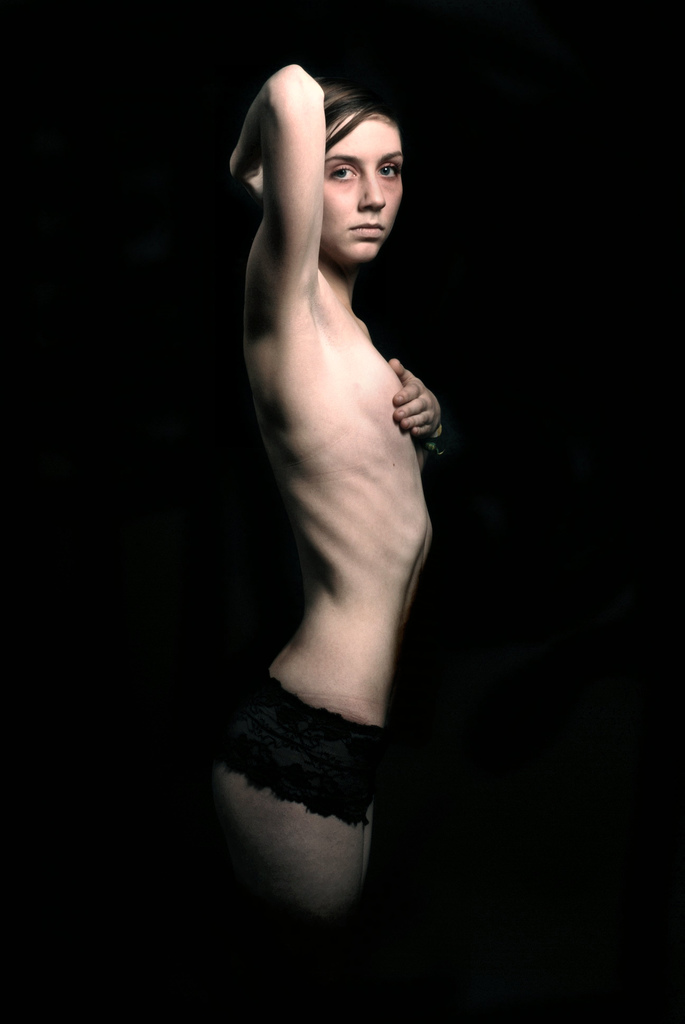

الموالية لفقدان الشهية أو ما يعرف ب برو-آنا (بالإنجليزية _ pro-ana) تشيربرو-آنا إلى الترويج والتشجيع على تبني السلوكيات المتعلقة باضطرابات فقدان الشهية. غالبًا ما يشارإليها ببساطة باسم آنا. ومن المصطلحات الشبيه الأقل استخدامًا المعروفة باسم الموالية لل ميا وتشير بالمثل إلى الترويج للنهام والشراة.
تختلف المنظمات الموالية لفقدان الشهية بشكل كبير في مواقفها. حيث يدعي معظمهم أنهم موجودون أساسًا كبيئة لمرضى فقدان الشهية؛ مكان يلجأون إليه، لمناقشة مرضهم، وتوفرمساحة لهم للتعافي. وينكر آخرون أن فقدان الشهية العصبي هو مرض نفسي ويزعمون بدلاً من ذلك أنه «اختيار نمط حياة» يجب أن يحترمه الأطباء والعائلة.
يعترف المجتمع العلمي بفقدان الشهية العصبي كمرض خطير، وتشير بعض الأبحاث إلى أن فقدان الشهية العصبي له أعلى معدل وفيات مقارنة بأي اضطراب نفسي اخر.

## الثقافة
منذ فترة طويلة لاحظ الأطباء المتخصصون الذين يعالجون اضطرابات الأكل أن المرضى في برامج التعافي غالبًا ما «يجتمعون في الأعراض»، ويتعاونون معًا بشكل وثيق من أجل دعم بعضهم عاطفيًا وتحقيق الصحة. وفي هذا السياق، قد يقوم الأشخاص المصابون بفقدان الشهية بشكل جماعي انكار حالتهم المرضية  ووصفها بنوع من ضبط النفس وجزءا أساسي من هويتهم، بحيث يصبح التجويع بوجهت نظرهم أسلوب الحياة وليس مرضًا.

### المواقع المؤيدة لفقدان الشهية
ازدهرت مثل هذه المنظمات التي تنادي بفقدان الشهية على الإنترنت، بشكل رئيسي من خلال مجموعات  التي تركزعلى منتديات الويب، ومؤخرًا، خدمات الشبكات الاجتماعية مثل Tumblr و Xanga و LiveJournal و Facebook و. وعادة ما تكون هذه المجموعات صغيرة غير موثوقة المصادر ومجهولة الهوية. وعادةً ما يكون لديهم نسبة ساحقة من القراء الإناث.
ويقوم أعضاء هذه المجموعات بالدعم هذه النشاطات:
الموافقة على فقدان الشهية و / أو الشره المرضي (84٪ و 64٪ على التوالي في استطلاع عام 2010).
تشارك تقنيات ووصفات لأنظمة غذائية قاسية جدا (67٪ من المواقع في استطلاع عام 2006، ارتفعت إلى 83٪ في استطلاع عام 2010).
المناداة برفض مجموعات غذائية معينة أو تناول مجموعات غذائية دون غيرها، مثل النباتين (والتي هي أكثر انتشارا في اضطراب الأكل بشكل عام).
تنافس مع بعضهم البعض في خسارة الوزن، أو صوما معًا لاظهار التضامن.
التعايش مع الشراهة.
تقديم المشورة بشأن أفضل طريقة للحث على التقيؤ، واستخدام المسهلات والمقيئات.
أعط نصائح حول إخفاء فقدان الوزن عن الآباء والأطباء.
تبادل المعلومات حول الحد من الآثار الجانبية لفقدان الشهية.
وضع أوزانهم وقياسات أجسامهم وتفاصيل نظامهم الغذائي أو صورًا لأنفسهم للحصول على القبول والتأيد.
اقترح طرقًا لتجاهل أو قمع آلام الجوع
غالبًا ما تتميز84٪ مواقع الموالية لفقدان الشهية، حسب استطلاع عام 2010 باستخدام وحي النحافة (بالإنجليزية _ thinspiration) حيث يتم استخدام صور وفيديوهات لنساء نحيفات، غالبًا ما يكن من المشاهير، ويتراوحون من النحافة الطبيعية إلى الهزال مع بروز العظام بشكل واضح.  المدونون المؤيدون لفقدان الشهية وأعضاء المنتدى ومجموعات الشبكات الاجتماعية بالمثل ينشرون هذه الصور لتحفيز بعضهم البعض نحو  فقدان المزيد من الوزن. . يوجد جدل كبير بين مؤيدي النحافة ومعارضيه  حيث يؤكد البعض أن النحافة تؤدي إلى اضطرابات الأكل بينما يرى بعض المؤيدون أن الغرض من النحافة هو دعم مستوى صحي وتشجيع على فقدان الوزن
تنتشر المقاطع الإلهامية على نطاق واسع على مواقع الفيديو، غالبًا ما تنشر المدونات المؤيدة لفقدان الشهيه يمكن أن يأخذ الإلهام أيضًا شكل الاقتباسات (مثل: لا شيء طعمه جيد كما يشعر نحيف), أو مختارات من كلمات الشعر، أو الموسيقى الشعبية (94٪ من المواقع في استطلاع عام 2003)
غالبًا ما يتم استخدام احاءات تشير إلى الصيام من خلال استعارات نقاء الجسد، واستخدام الطعام كتلميحات إلى الخطيئة والفساد، والنحافة من خلال صور الملائكة والطيران الملائكي

### دراسات
قام الباحثون الاجتماعيون الذين يدرسون مؤيدون فقدان الشهية بتنويع التفسيرات، حيث وصفها البعض بأنها رفض للنزعة الاستهلاكية الحديثة  والبعض الآخر يقترح أن المواليه لفقدان الشهية تعمل كآلية للتعامل مع أولئك الذين يعانون بالفعل من الإجهاد العاطفي بسبب اضطرابات الأكل.ولكن يتفق معظمهم على أن المواقع المؤيدة لفقدان الشهية تجذب في كلاً من غير المصابين ب ضطرابات فقدان الشهية (الذين يزورونها طلبًا للحصول على نصائح وتقنيات لفقدان الوزن) والمصابين بالاضطرابات الأكل (الذين يطلبون المشورة بشأن إخفاء سلوكياتهم المضطربة، أو التقليل إلى أدنى حد من الضرر الجسدي الناجم عن الإفراط في ممارسة الرياضة والحد الشديد من السعرات الحرارية).

### موضه
يتم ارتداء الأساور الحمراء بشكل شائع في المؤيدين لفقدان الشهية، كطريقة سرية لمرضى فقدان الشهية للتعرف اجتماعياً وكتذكير ملموس لتجنب تناول الطعام. وبالمثل فإن أساور Pro-mia مؤيدوا الشراة تكون باللون الأزرق أو الأرجواني معظم هذه الأساور عبارة عن سلع مطرزة بسيطة يتم تداولها بسرعة في مواقع المزادات على الإنترنت.

## التأثير

### الانتشار
انتشرت تأيد فقدان الشهية بسرعة على الإنترنت، حيث أشار بعض المراقبين إلى ان الموجة الأولى من المواقع المؤيدة لفقدان الشهية على خدمات استضافة الويب المجانية في أواخر التسعينيات، والموجة الثانية تُعزى إلى الارتفاع الأخير في التدوين وخدمات الشبكات الاجتماعية.
وجدت دراسة استقصائية أجرتها شركة Optenet لأمن الإنترنت زيادة بنسبة 470٪ في مواقع المؤيدة لشراه ولفقدان الشهية  من عام 2006 إلى عام 2007. كما لوحظت زيادة مماثلة في دراسة أجرتها جامعة ماستريخت عام 2006 تبحث في وسائل للرقابة على المواد المؤيدة لفقدان الشهية

### نسبة المشاهدة
في استطلاع عام 2009 أجرته جامعة كاثوليكي لوفين على 711 طالبًا في المدرسة الثانوية الفلمنكية تتراوح أعمارهم بين 13 و 17 عامًا، أفاد 12.6٪ من الفتيات و 5.9٪ من الأولاد يقومون بزيارة مواقع الويب المؤيدة لفقدان الشهية مرة واحدة على الأقل. في دراسة استقصائية أخرى عام 2009، أجراها بائع برمجيات الرقابة الأبوية CyberSentinel من 1500 مستخدم للإنترنت تتراوح أعمارهن بين 6 و 15 عامًا، أفاد واحد من كل ثلاثة أنه بحث عبر الإنترنت عن نصائح حول اتباع نظام غذائي، بينما أبلغ واحد من كل خمسة عن مراسلة الآخرين على مواقع التواصل الاجتماعي أو في غرف الدردشة من أجل نصائح حول الرجيم
يشمل زوار مواقع الويب المؤيدة لفقدان الشهية أيضًا عددًا كبيرًا من أولئك الذين تم تشخيصهم بالفعل باضطرابات الأكل: وجد مسح عام 2006 لمرضى اضطرابات الأكل في كلية الطب بجامعة ستانفورد أن 35.5٪ قد زاروا مواقع الويب المؤيدة لفقدان الشهية؛ من بين هؤلاء، تعلم 96.0٪ طرقًا جديدة لفقدان الوزن من مثل هذه المواقع

### التأثيرسلبي
يمكن أن تؤثر مواقع الموالية لفقدان الشهية سلبًا على سلوك الأكل للأشخاص الذين يعانون من اضطرابات الأكل ولا يعانون منها. أظهرت إحدى الدراسات التي أجريت على أفراد لا يعانون من اضطرابات الأكل أن 84٪ من المشاركين قللوا من تناول السعرات الحرارية بمعدل 2470 سعرًا حراريًا (301 دقيقة -7851 كحد أقصى) في الأسبوع بعد مشاهدة مواقع الويب المؤيدة لضعف الأكل. و 56٪ من المشاركين لاحظوا انخفاضًا في طعامهم.  بعد ثلاثة أسابيع من التجربة، أبلغ 24٪ من المشاركين عن استمرار باستخدام إستراتيجيات التحكم في الوزن من مواقع الموالية لفقدان الشهية، على الرغم من أنهم لم يواصلوا زيارة تلك المواقع. ضوابط مشاهدة مواقع الصحة والسفر لم تقلل من تناول السعرات الحرارية بدرجة كبيرة. وقد وجدت دراسات أخرى أن النساء اللواتي لديهن مستويات مختلفة من أعراض اضطراب الأكل كن أكثر عرضة للمشاركة في مقارنة الصور وممارسة الرياضة بعد مشاهدة المواقع المؤيدة للآنا مقابل المواقع الضابطة.
يمكن أن تؤثرمواقع مؤيدة لضعف الطعام سلبًا على الإدراك والتأثير. النساء اللواتي شاهدن موقعًا مؤيدًا للآنا، عانين من زيادة في التأثير السلبي وانخفاض الثقة بالذات كما أفادوا بأنهم شعروا بالثقل وكان من المرجح أن يفكروا في وزنهم.
وجدت دراسة استقصائية أجرتها جامعة جنوب فلوريدا عام 2007 شملت 1575 فتاة وشابة أن أولئك الذين لديهم تاريخ في مشاهدة مواقع الويب المؤيدة لفقدان الشهية لم يختلفوا عن أولئك الذين شاهدوا فقط مواقع الويب المؤيدة للتعافي من فقدان الشهية في أي من مقاييس الاستطلاع، بما في ذلك كتلة الجسم، صورة الجسم السلبية، عدم الرضا عن المظهر، مستوى الاضطراب، والقيود الغذائية. ومع ذلك، فإن أولئك الذين شاهدوا المواقع المؤيدة لفقدان الشهية كانوا أكثرعرضة بشكل معتدل إلى الحصول على صورة سلبية عن الجسد من أولئك الذين لم يفعلوا ذلك.
وبالمثل، كانت الفتيات في استطلاع لوفين لعام 2009 اللائي شاهدن مواقع مؤيدة لفقدان الشهية أكثر عرضة لأن يكون لديهن صورة سلبية عن أجسادهن وأنهن غير راضيات عن شكل أجسادهن.
قدر تقرير صدر عام 2012 من قبل Deloitte Access Economics ، بتكليف من مؤسسة الفراشة الأسترالية غير الربحية، أن اضطرابات الأكل أدت إلى خسائر إنتاجية تزيد عن 15 مليار دولار أسترالي، مع وفاة 1828 (515 من الذكور و 1313 من الإناث) في ذلك العام بسبب اضطرابات الأكل

### الدعم الاجتماعي ضد تفاقم المرض
على عكس مواقع pro-ana (الموالية لفقدان الشهية)، تم تصميم مواقع Pro-Recovery (الموالية لتعافي من فقدان الشهية) لتشجيع تطوير السلوكيات والإدراك الصحي والحفاظ عليها. وجدت دراسة عن استخدام موقع pro-ana و pro-recovery بين المراهقين الذين يعانون من اضطرابات الأكل أن المراهقين استخدموا كلا النوعين من المواقع لزيادة سلوكيات الأكل المضطربة. كان أولئك الذين شاهدوا مواقع مؤيدة لفقدان الشهية مشابهين لأولئك الذين شاهدوا مواقع مؤيدة للتعافي فيما يتعلق بعدم الرضا عن المظهر، والقيود، والسلوك النهمي.

## الجدل والنقد
يرى العديد من المهنيين الطبيين وبعض المصابين بفقدان الشهية أن الموالية لفقدان الشهية هي بريق لبداية مرض خطير. بدأت Pro-ana في جذب انتباه الصحافة عندما بث برنامج أوبرا وينفري حلقة خاصة في أكتوبر 2001 تركز على المؤيدة لفقدان الشهية.و أدى الضغط من الجمهور والمنظمات المؤيدة لتعافي من فقدان الشهية إلى إغلاق Yahoo و GeoCities للمواقع المؤيدة لفقدان الشهية. رداً على ذلك، تتخذ العديد من المجموعات الآن خطوات لإخفاء نفسها، تنصل نواياها باعتبارها محايدة وداعمة للتعافي (58٪ من المواقع في استطلاع عام 2006).

### أراء الجمعيات الطبية
لدى المتخصصين في الرعاية الصحية والجمعيات الطبية آراء سلبية بشكل عام تجاه المجموعات المؤيدة الموالية لفقدان الشهية والمعلومات التي ينشرونها:
- تنص الجمعية الوطنية لفقدان الشهية العصبي والاضطرابات المرتبطة (ANAD) على أن مواقع الموالية لفقدان الشهية Pro-Ana «يمكن أن تشكل تهديدًا خطيرًا لبعض الأفراد، ليس فقط لأنها تشجع سلوكيات اضطراب الأكل، ولكن لأنها تبني افكار بالمجتمع غير صحي. حيث تقم بإغراء الأشخاص القابلين للتأثر وإقناعهم بأن مجتمع Pro-Ana يقدم نصائح رعاية وتغذية».
- ذكرت أكاديمية اضطرابات الأكل (AED) أن «المواقع الإلكترونية التي تمجد فقدان الشهية كخيار نمط حياة تلعب مباشرة على نفسية ضحاياه»، معربة عن قلقها من أن المواقع المخصصة للترويج لفقدان الشهية باعتباره «اختيار نمط حياة» مرغوب فيه «تقدم الدعم والتشجيع على الانخراط في السلوكيات التي تهدد الصحة، وإهمال العواقب الوخيمة للمجاعة.» ومع ذلك، فقد أشار أحد أعضاء مجلس إدارتها، إيريك فان فورث، إلى أن مواقع المؤيدة لها عدد قليل نسبيًا من الزوار وتنصح بعدم فرض عقوبات قانونية على مثل هذه المواقع، تزعم بدلاً من ذلك أن وسائل الإعلام الشعبية تلعب دورًا أكثر أهمية في ترسيخ المثل العليا لنحافة الإناث.
- تلاحظ Bodywhys (جمعية اضطرابات الأكل في أيرلندا) أن المواقع المؤيدة لفقدان الشهية «قد تساعد الأشخاص في البداية على الشعور بعزلة أقل، لكن المجتمع الذي ينشئونه هو مجتمع غير صحي يشجع على الهوس وتزيد خطورة هذه الاضطرابات المميتة المحتملة.»
- لاحظت b-eat (جمعية اضطرابات الأكل في المملكة المتحدة) أن أولئك الذين يبحثون عن مواقع مؤيدة لفقدان الشهية يفعلون ذلك «للعثور على الدعم والتفاهم والقبول. نحن لا ندعو إلى حظر هذه المواقع، بل نطلب حظرًا للجميع غير ذلك للنظر في كيف يمكنهم أيضًا توفير هذا الفهم والقبول حتى لا تصبح هذه المواقع الملاذ الوحيد لشخص ما».
- دعت الكلية الملكية البريطانية للأطباء النفسيين مجلس سلامة الأطفال على الإنترنت - وهو هيئة استشارية حكومية في المملكة المتحدة - إلى توسيع تعريفه للمحتوى الضار عبر الإنترنت ليشمل المواقع المؤيدة لفقدان الشهية، ولإبلاغ أولياء الأمور والمعلمين بمخاطرها بحجة أن «السياق المجتمعي الأوسع الذي تزدهر فيه مواقع المؤيدة للآنا (فقدان الشهية) والمؤيدين للميا (الشراة) هو السياق الذي يتم فيه قصف الشابات باستمرار بالصور السامة للكمال الأنثوي المفترض الذي يستحيل تحقيقه، مما يجعل النساء يشعرن بالسوء تجاه أنفسهن ويزيدن بشكل كبير خطر الإصابة باضطرابات الأكل».
- الجمعية الوطنية لاضطرابات الأكل (NEDA) «تتحدث بنشاط ضد مواقع الويب المؤيدة لفقدان الشهية والشره المرضي. لا تقدم هذه المواقع معلومات مفيدة عن العلاج ولكنها بدلاً من ذلك تشجع وتدعم بشكل خاطئ أولئك الذين، للأسف، مرضى ولكنهم لا يطلبون المساعدة.» حذرت NEDA أيضًا من أن الصحفيين غالبًا ما يمجدون فقدان الشهية من خلال ربط فقدان الشهية بضبط النفس الشخصي وأن التغطية الإعلامية لمؤيدي لضعف الغذاء غالبًا ما تؤدي إلى فقدان الشهية من خلال ذكر الأوزان وعدد السعرات الحرارية وعرض صور الأشخاص النحيفين.

### أراء وسائل الإعلام
في أكتوبر 2001، استضاف برنامج أوبرا وينفري عرض خاص عن فقدان الشهية. تمت مناقشة الحركة المؤيدة لفقدان الشهية بإيجاز من قبل لجنة الضيوف، الذين أعربوا عن قلقهم من ظهور هذه المواقع وأوصوا باستخدام برامج التصفية لمنع الوصول إليها.
في يوليو 2002، نشرت صحيفة مدينة بالتيمور تقريرًا استقصائيًا حول الموالية لفقدان الشهية على الويب.
"Growing up Online"، حلقة يناير 2008 من برنامج PBS Frontline التليفزيوني، تضمنت أيضًا مناقشة موجزة عن المؤيدة لفقدان الشهية.
في أبريل 2009، تم بث فيلم The Truth about Anorexia Online ، وهو فيلم وثائقي استقصائي عن المؤيدة لفقدان الشهية على الإنترنت، على ITV1 في المملكة المتحدة مقدم من راديو BBC 1 DJ Fearne Cotton.
في خطاب في أبريل 2012 في جامعة هارفارد، اعترفت فرانكا سوزاني، محررة مجلة فوغ إيطاليا، بأن صناعة الأزياء قد تكون سببًا للارتفاع الأخير في اضطرابات الأكل، ولكن تم تحديد هذه الصناعة بشكل غيرعادل للوم: «كيف يمكن أن يحدث كل هذا بسبب الموضة؟ وكيف حدث أن عارضة الازياء Twiggy ، المصابة بفقدان الشهية، لم تثير الجدل في الستينيات ولم تنتج عنها سلسلة من أتباع فقدان الشهية؟» وفقًا لسوزاني، كانت مواقع المؤيدة لفقدان الشهية أكثر فاعلية في الترويج لاضطرابات الأكل، وكانت السمنة مشكلة الصحية عامة الأكثر إلحاحًا لكن لم تتعرض صناعة الأغذية للهجوم عليها بسبب تفاقمها.

### الفن
معرض 32 كيلوغرامًا، وهو للمصورة إيفون ثين، في مركز معارض برلين بوستفوهرمت للفنون في مايو 2008 ومعهد جوته بواشنطن في يناير 2009، ويضم صورًا لشابات تم التلاعب بها رقميًا لتبدو نحيفات للغاية. كان القصد من الصور أن تكون ساخرة على مؤيد فقدان الشهية. ومع ذلك العديد من هذه الصورمن المعرض تم مشاركتها لاحقًا على الإنترنت على المواقع الموالية لفقدان الشهية مما أثار استياء ثين.

### مواقع التواصل الاجتماعي
في يوليو 2001، بدأت Yahoo - بعد تلقي رسالة شكوى من الجمعية الوطنية لفقدان الشهية العصبي والاضطرابات ANAD - بإزالة المواقع المؤيدة لفقدان الشهية من خدمة Yahoo ، مشيرة إلى أن مثل هذه المواقع التي تؤيد إيذاء النفس وتعد انتهاكات لشروط الخدمة.
لم تصدر LiveJournal بيان موقف بشأن المؤيدة لآنا. ومع ذلك، في أغسطس 2007، رفض أحد الموظفين التصرف في تقرير إساءة تم تقديمه ضد مجتمع مؤيد للآنا مستضاف على شبكته، موضحًا أن:
«إن تعليق المجتمعات المؤيدة لفقدان الشهية لن يجعل أي شخص يعاني من هذا الاضطراب يتمتع بصحة جيدة ومع ذلك، فإن السماح لهم بالوجود له فوائد عديدة. فهو يطمئن أولئك الذين ينضمون إليهم بأنهم ليسوا وحدهم في الطريقة التي يشعرون بها تجاه أجسادهم. يزيد من فرصة اكتشاف الأصدقاء والأحباء في المجتمع لاضطراباتهم ومساعدتهم في طلب المساعدة المهنية».
يسعى موظفو Facebook إلى البحث عن المجموعات ذات الصلة بـ pro-ana وحذفها بانتظام. صرح متحدث باسم الشركة أن مثل هذه الصفحات تنتهك اتفاقية شروط الخدمة الخاصة بالموقع من خلال الترويج لإيذاء الذات لدى الآخرين.
لا يحظر موقع MySpace المواد المؤيدة لفقدان الشهية وقد ذكر ذلك "غالبًا ما يكون من الصعب جدًا التمييز بين مجموعات الدعم للمستخدمين الذين يعانون من اضطرابات الأكل والمجموعات التي يمكن تسميتها بفقدان الشهية 'المؤيد' أو الشره المرضي.
في نوفمبر 2007، أغلقت Microsoft أربعة مواقع pro-ana على النسخة الإسبانية من خدمة الشبكات الاجتماعية Spaces بناءً على طلب IQUA ، الهيئة التنظيمية للإنترنت في كاتالونيا. صرح متحدث باسم Microsoft أن مثل هذه المواقع «تنتهك جميع القواعد المتعلقة بالمحتوى الذي أنشأه المستخدمون على مواقعنا».
في أيلول / سبتمبر 2008، أزال موقع Hispavista على شبكة الإنترنت باللغة الإسبانية ومقره سان سيباستيان منتدياته المؤيدة لفقدان لشهية بناءً على طلب المدعي العام الإقليمي لجويبوسكوا ومحقق شكاوى الأطفال في مدريد، الذي ذكر أنه «على الرغم من أن المعلومات الضارة والكاذبة في إن نشر مثل هذه المنتديات على القاصرين سيضر بنموهم السليم».
في فبراير 2012، بعد التشاور مع NEDA أعلنت خدمة استضافة المدونات Tumblr أنها ستغلق المدونات المستضافة على خدمة المدونات الصغيرة التي «تروج بنشاط أو تمجد إيذاء النفس»، بما في ذلك اضطرابات الأكل، وعرض أسماء المنظمات التي يمكن أن تساعد في تسهيل التعافي للأشخاص المصابين باضطرابات الأكل، على الرغم من ذلك، لا يزال Tumblr مركزًا كبيرًا للمؤيد للآنا. قام موقع Pinterest ، وهو موقع لمشاركة الصور الاجتماعية، بتعديل شروط الخدمة بالمثل في مارس 2012 لحظر المحتوى المؤيد لفقدان الشهية، لكنه لم ينجح بالمثل. حذت إنستغرام حذوها وأعلنت في أبريل 2012 أنها ستعطل مؤقتًا أي حسابات على خدمة مشاركة الصور مع هاشتاغات محددة على الصور.

### السياسة
في المملكة المتحدة، وقع 40 نائبًا على اقتراح مبكر قدمه في فبراير 2008 عضو الحزب الليبرالي الديمقراطي آنذاك، حث على اتخاذ إجراءات حكومية ضد المواقع المؤيدة لفقدان الشهية. تم توقيت الاقتراح ليتزامن مع الأسبوع الوطني البريطاني للتوعية باضطراب الأكل.
في المملكة المتحدة، صرحت جو سوينسون، العضو الليبرالي الديمقراطي بأن «يمكن للصور أن تقود الناس إلى الاعتقاد بحقائق لا وجود لها في كثير من الأحيان،» وأنه«عندما ينظر المراهقون والنساء إلى هذه الصور في المجلات، ينتهي بهم الأمر بالشعور بعدم الرضا عن أنفسهم».
في أبريل 2008، تم تقديم مشروع قانون يحظر المواد التي «تستفز الشخص للحصول على النحافة المفرطة من خلال التشجيع على تقييد طويل بنظام غذاء قاسي» في الجمعية الوطنية الفرنسية من قبل عضو البرلمان من حزب الاتحاد فاليري بوير. وتفرض غرامة قدرها 30 ألف يورو وسجن لمدة عامين (تصل إلى 45 ألف يورو وثلاث سنوات في حالة الوفاة) على الجناة. وقالت وزيرة الصحة روزلين باشيلوت، التي دافعت عن مشروع القانون، إن «إعطاء نصائح للفتيات الصغيرات حول كيفية الكذب على أطبائهن، وإخبارهن بأنواع الطعام التي يسهل تقيؤها، وتشجيعهن على تعذيب أنفسهن كلما تناولن أي نوع من الطعام، ليس جزء من حرية». أقر مشروع القانون الجمعية الوطنية لكنه توقف في مجلس الشيوخ، حيث أوصى تقرير في يونيو 2008 من قبل لجنة الشؤون الاجتماعية بشدة ضد مثل هذا التشريع واقترح بدلاً من ذلك برامج الفحص المبكر من قبل المدارس والأطباء.
بعد ذلك، قدمت بوير مشروع قانون آخر في سبتمبر / أيلول 2009 لفرض إخلاء المسئولية عن الصور التي تم تنقيح أجزاء الجسم فيها، بهدف الحد من تأثير عدم الواقعية في التصوير الفوتوغرافي على الفتيات والنساء. كان مشروع القانون يستهدف ظاهريًا الإعلان عن التصوير الفوتوغرافي ولكن يمكن تطبيقه على نطاق واسع على التصوير الفوتوغرافي الذي تم التلاعب به رقميًا بشكل عام، بما في ذلك المونتاجات الملهمة. يفرض غرامة قدرها 37500 يورو لكل انتهاك، مع احتمال زيادة 50٪ من تكلفة كل إعلان. لم يتم تمرير مشروع القانون في قراءته الأولى وأُحيل إلى لجنة الشؤون الاجتماعية.
في أبريل 2009، دعا وزير الشباب والأسرة الهولندي أندريه روفويت إلى إضافة تحذيرات إلى جميع المواقع المؤيدة لآنا على خدمات الويب الهولندية
في مارس 2012، أقر الكنيست الإسرائيلي مشروع قانون برعاية عضو الكنيست من حزب كاديما راشيل أداتو وعضو الكنيست من حزب الليكود داني دانون الذي يُطبق على كل من الإعلانات المنتجة في الخارج والمنتجة محليًا، يضع حدًا أقل لمؤشر كتلة الجسم للنماذج المعروضة في الإعلانات البالغة 18.5 (عتبة نقص الوزن وفقًا لإرشادات منظمة الصحة العالمية).

### الثقافة الشعبية
في مقابلة في تشرين الثاني (نوفمبر) 2009 مع وومن وير ديلي ، أعطت عارضة الأزياء كيت موس شعارًا ملهمًا شائعًا مثل شعارها: «لا شيء طعمه جيد مثل الشعور بالنحافة.» الموالية آنا. صرحت وكالتها Storm: «كان هذا جزءًا من إجابة أطول قدمتها كيت خلال مقابلة واسعة النطاق والتي تم إخراجها للأسف من سياقها وتحريفها.» روّج لاتجاه «هيروين شيك»، والذي يستخدم عارضات أزياء ذات أجسام أشعث ، نحيفة للغاية .
1. 1 2  Udovitch, Mim (8 Sep 2002). "THE WAY WE LIVE NOW: 9-8-02: PHENOMENON; A Secret Society of the Starving". The New York Times (بالإنجليزية الأمريكية). ISSN:0362-4331. Archived from the original on 2019-09-02. Retrieved 2020-08-27.
2. ↑  "El Mundo en Orbyt - Suscripción digital online". documenta.elmundo.orbyt.es. مؤرشف من الأصل في 2020-08-25. اطلع عليه بتاريخ 2020-08-27.
3. ↑  "Anatomy of Anorexia". Steven Levenkron. 2001. {{استشهاد ويب}}: تحقق من التاريخ في: |تاريخ الوصول= (مساعدة)، الوسيط |تاريخ الوصول بحاجة لـ |مسار= (مساعدة)، والوسيط |مسار= غير موجود أو فارع (مساعدة)
4. ↑  Morris, Bonnie Rothman (23 Jun 2002). "A Disturbing Growth Industry: Web Sites That Espouse Anorexia". The New York Times (بالإنجليزية الأمريكية). ISSN:0362-4331. Archived from the original on 2019-04-18. Retrieved 2020-08-27.